# Dicraeus scibilis
Dicraeus scibilis är en tvåvingeart som beskrevs av Collin 1946. Dicraeus scibilis ingår i släktet Dicraeus och familjen fritflugor. Inga underarter finns listade i Catalogue of Life.